# Lezley Zen
Lezley Zen (Charleston, 19 febbraio 1974) è un'ex attrice pornografica statunitense.

## Biografia
Lezley Zen è nata a Charleston da una famiglia di origini irlandesi e cherokee. Ha frequentato al college un programma triennale di legge e nel frattempo ha lavorato come barista a Charleston e poi come direttrice di un ristorante del Westin Hotel.

## Carriera
Nel 2001 entra nell'industria pornografica, dopo esser stata notata per le sue performance in uno strip club, e gira come prima scena Serenity's Roman Orgy per Wicked Pictures. Sceglie il suo nome d'arte Liz in un onore di una sua amica mentre Zen per un tatuaggio che ha sulla schiena.
Nel 2005 ottiene il suo primo e unico AVN Awards come Best Supporting Actress - Film e nello stesso anno firma un contratto annuale con PinkTv.com.

## Vita privata
Ha avuto due figli dal collega Trevor Zen.

## Riconoscimenti
AVN Awards
- 2005 - Best Supporting Actress - Film per Bare Stage[6]